# Crystalised
"Crystalised" é uma canção da banda britânica The XX lançado em 27 de abril de 2009 no álbum xx.
Foi incluído na trilha sonora de O Outro Lado do Paraíso.

## Parada musical
| Parada (2010)                    | Pico de posição |
| -------------------------------- | --------------- |
| Reino Unido (OCC UK Indie)       | 14              |
| U.S. Billboard Alternative Songs | 38              |